# Transkei
Transkei (término que significa: «territorio situado más allá del río Kei») fue un bantustán situado en Sudáfrica, que en la actualidad forma parte de la provincia Oriental del Cabo.
La República de Transkei nunca fue reconocida por ningún país, con excepción de la propia Sudáfrica y Uruguay, durante toda su existencia.

## Origen
Transkei, el primero de los bantustanes en ser decretado y establecido (1962 y 1963, respectivamente), fue producto de la política de «desarrollo separado» que el gobierno de Sudáfrica implementó como parte de su sistema de apartheid.
La premisa principal detrás de su creación fue la de dedicar un territorio reservado exclusivamente para los miembros de la etnia xhosa, donde éstos pudieran desarrollarse en forma aislada de las zonas reservadas a los blancos.
En 1976, luego de los trágicos sucesos de Soweto, se declaró su independencia nominal. Fuera de Sudáfrica, el único país que la reconoció fue el Uruguay, que estaba bajo dictadura militar. Se estableció un gobierno dirigido por Kaiser Matanzima.

## Conformación

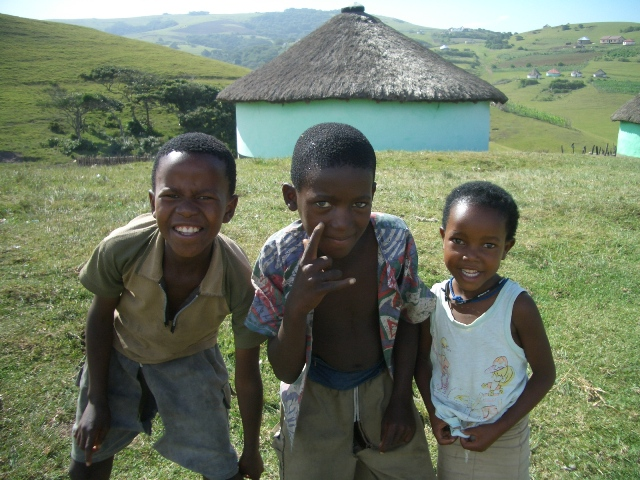
Niños de la etnia xhosa en Transkei.

Transkei tenía una superficie de 42 000 km² y una población de 3 400 000 habitantes, según estimaciones de 1993. Su capital era el pueblo de Umtata. El idioma oficial era el xhosa.

## Gobierno
Durante la mayor parte de su existencia, Transkei estuvo bajo el control de los hermanos Kaiser y George Matanzima. El uno o el otro ejerció el liderazgo gubernamental de Transkei entre 1963 y 1987. Por muchos años, los hermanos estuvieron juntos en el gobierno, uno como presidente y el otro como primer ministro.
En 1986, ante claras evidencias de corrupción, Kaiser renunció como presidente, dejando a su hermano George a cargo del gobierno. Sin embargo, pronto los hermanos se convirtieron en enemigos políticos y Kaiser fue detenido.
Nelson Mandela, nacido en la región de Transkei y tío de los hermanos Matanzima, siempre les criticó por su apoyo al sistema de bantustanes. Durante el encarcelamiento de Mandela, Kaiser intentó convencerle de que aceptara la oferta del gobierno sudafricano de liberarlo si aceptaba exilarse en Transkei. Mandela rechazó la oferta alegando que hacerlo sería visto como una aceptación y legitimación del sistema de los bantustanes.

## Disolución
Entre 1990 y 1991 fue desmantelado el sistema legal sobre el que se basaba el apartheid. La constitución reconoció en 1994 la igualdad entre todos los habitantes de Sudáfrica cualquiera que fuera su raza, los estados (también llamados bantustanes) desaparecieron y se reintegraron al conjunto del país.

## Educación
La Universidad de Transkei destaca por su formación musical y sus estudios sobre musicología y etnomusicología. Se considera el centro del estudio de la música africana clásica.